# Kościół Najświętszego Zbawiciela w Łodzi
Kościół Najświętszego Zbawiciela – rzymskokatolicki kościół parafialny należący do dekanatu Łódź-Teofilów-Żubardź archidiecezji łódzkiej. Znajduje się na osiedlu Koziny. Jest to obecnie jeden z trzech drewnianych kościołów w Łodzi (było ich cztery, ale kościół św. Doroty spłonął w sierpniu 2015 roku – od jesieni 2021 trwa jego odbudowa).

## Historia
Świątynia została wzniesiona w latach 1931–1932 z bali modrzewiowych, oszalowana jest na zewnątrz deskami sosnowymi. Składa się z trzech naw drewniana konstrukcja kościoła jest umieszczona  na podmurowaniu, dlatego wchodzi się do niego po kilku stopniach. Za prezbiterium znajduje się dobudowana w późniejszym czasie zakrystia oraz inne pomieszczenia. Na elewacji frontowej świątyni nad kruchtą znajduje się dobudowana już po II wojnie światowej kaplica Matki Boskiej Nieustającej Pomocy. Cała budowla jest zabezpieczona sadolinem, a jej dach jest nakryty blachą trapezową. Kościół posiada dwie wieże – w mniejszej znajduje się sygnaturka, a w drugiej są umieszczone dzwony. 25 września 1932 roku kościół poświęcił biskup łódzki Wincenty Tymieniecki.
Świątynia posiada 5 ołtarzy, organy, dzwony, Drogę Krzyżową, ławki, 4 konfesjonały i ambonę.